# Phyllodactylus transversalis
El gecko colombiano de dedos de hoja (Phyllodactylus transversalis) es una especie de reptil de la familia Gekkonidae, género Phyllodactylus.

## Distribución geográfica
Phyllodactylus transversalis es una especie endémica de la Isla de Malpelo, en el departamento del Valle del Cauca en Colombia. Es una de las tres especies endémicas de reptiles que habitan la isla junto a Anolis agassizi y Diploglossus millepunctatus.